# Praomys daltoni
Praomys daltoni es una especie de roedor de la familia Muridae.

## Distribución geográfica
Se encuentra en Benín, Burkina Faso, Camerún, República Centroafricana, Chad, Costa de Marfil, Gambia, Ghana, Guinea, Guinea-Bissau, Liberia, Malí, Nigeria, Nigeria, Senegal, Sierra Leona,  Sudán y Togo.

## Hábitat
Su hábitat natural son: sabana, zonas rocosas, y zona urbanas.